# 臧启芳

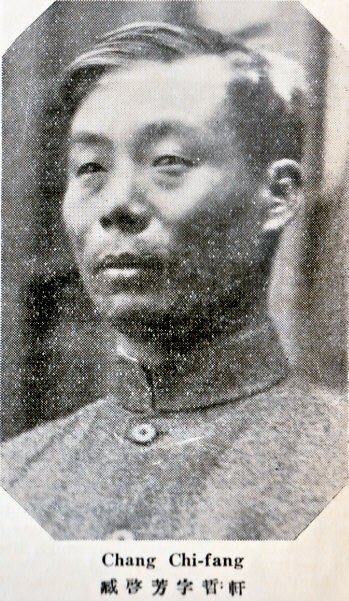
臧啟芳（《中國名人錄》第四版，1931年）

臧启芳（1894年5月5日—1961年2月28日），字哲先，又字哲轩 ，号蛰轩，辽宁盖平人，中華民國政治人物、教育家。

## 生平
1912年就读南京民国大学，次年转读北京国民大学（后易名为中国大学）商业预科。1916年兼任国民大学附中英文教员。1919年赴美国留学，先在加州大学研究院研究经济学、财政学，后转入伊利诺大学，研习经济学。求学期间出版译著《美国市政府》和《经济思想史》，并被辑入美国名人志。
1923年回国，就任中国大学经济系教授，并兼职华北大学教席。1925年任职商务印书馆奉天分馆经理。1926年任东北大学教授。1928年任东北大学法学院院长。1930年10月至1931年3月代理天津市市长。1931年4月任东北行政长官公署地亩管理局局长。1935年在江苏盐城担任行政公署专员。1937年2月代理东北大学校长。1939年7月至1947年10月任国立东北大学校长。1946年11月当选为制宪国民大会代表。1948年任国民政府财政部顾问、教育部教育委员会委员，同时兼任中央大学教授。
1949年赴台湾，任国立编译馆编译委员，兼《反攻》杂志主编。1957年9月，任东海大学经济系教授及系主任。1961年2月28日病逝。终年67岁。
臧启芳当选为立法委员。

## 著作
- 《经济学》
- 《蛰轩词草》
- 译著《美国市政府》
- 译著《经济思想史》。

## 家庭
- 夫人 王淑清
  - 臧启芳与妻子王淑清育有三子三女，除长子臧朋年和长女臧慕莲留在大陆外，其余子女皆先后经台湾移居美国。
- 长子 臧朋年（又作臧鹏年），虽拥有历史、政治和英语三个学位，但由于家庭背景原因，在大陆长期遭受政治迫害，于1992年4月4日在北京病逝。其一子二女先后移居美国和加拿大，其中于1989年六四事件后出国的长女臧锡红（笔名盛雪），现居加拿大，为知名作家、记者，曾多次获加拿大主流社会全国性新闻和写作奖项，著有长篇新闻纪实《“远华案”黑幕》、诗集《觅雪魂》、文集《敌对抒情》等中文书籍。同时，她还是著名民运人士。
- 长女 臧慕莲
- 次女 臧素莲
- 次子 臧英年曾任何应钦的侍从官、美国华盛顿社区大学教授，后来以回到中国大陆义务推行戒烟而著称，被称为“控烟活动家”，著有《你能够不吸烟》一书。
- 三女 臧雪莲为电脑工程师，其子卢杰为第四位进入太空的美国华裔宇航员，曾创太空行走记录。
- 三子 臧凯年

## 史实探索
唐德刚《张学良口述历史》的“市长风波”一节中，张学良说“天津（市长）原应是臧启芳出任，臧启芳原来教我念过几天书，可因为东北大学闹事情，我对臧启芳很不器重，几乎要把他们都枪决了”。
而张之宇在《张学良探微》中，则以“‘臧启芳教我几年书’，似乎应该是‘臧启芳教了几年书’。‘我’字应是‘了’字之误，指在东北大学教书”等理由，猜想张学良所说“天津原应是臧启芳出任”中的“臧启芳”应是“臧式毅”之误。
但据臧启芳后人所称，臧启芳的确曾被张作霖聘为张学良的家庭教师，张学良所说“臧启芳原来教我念过几天书”是正确的，而张之宇的主观推臆，才是错的。

## 趣闻
臧启芳任职校长期间，东北大学处于流亡时期，条件艰苦，但仍努力创造让师生能够比较自由地从事学习和研究的环境。学校由1938年的二院五系发展到1943年三院十一系，学生也从不足200人增加到700余人，并从1941年开始招收硕士研究生。
东北大学因为抗日战争于1938年春迁到四川三台。当时校区附近驻有一个旅的刘湘的军队，军纪不严。学校女生时常遭到兵士的骚扰欺负，晚上不敢出门。校长臧启芳知道这一情况后，十分头疼。一则，东北大学是从外地迁入，人生地不熟，而川军是地头蛇；二则，当时抗战时期，各路军队管理混乱，与各种政治势力也有很多交错的关系，处理不当，影响深远。经过苦思冥想，臧启芳择日广发英雄帖，宴请驻军全旅所有连以上军官。那日，浩浩荡荡来了四五十名军官。席间臧启芳声情并茂地讲述了学校流离失所的艰苦、学生奋力学习的艰辛、国家救亡求才的艰难，恳求驻军严格管束兵士，保障学生有个安全地方安心学习，说得个个军官点头称是。臧启芳接着举杯说道：好，今天就是要请各位在国难当头之际，更要体惜流亡到此的学生。我要用四川老白干敬每位一杯，以示我对此事的郑重态度。于是一路敬下去，连干了四五十杯，把在场军人全镇住了。军人散后，臧启芳大醉三天不醒，而酒宴之后再也没有出现军人骚扰学生的事件了。
柏杨在《暗夜慧灯——柏杨杂文集》的“顶礼拥戴”一文中也说，“十年来酒量如海而不强灌人，有酒仙之风者，就我所知，得两人焉，一为已逝世的臧启芳先生，一为仍在世的叶明勋先生，值得顶礼拥戴，歌功颂德者也。”